# 3877 Braes
3877 Braes је астероид главног астероидног појаса чија средња удаљеност од Сунца износи 2,609 астрономских јединица (АЈ).
Апсолутна магнитуда астероида је 12,1.